# Susanne Kastner

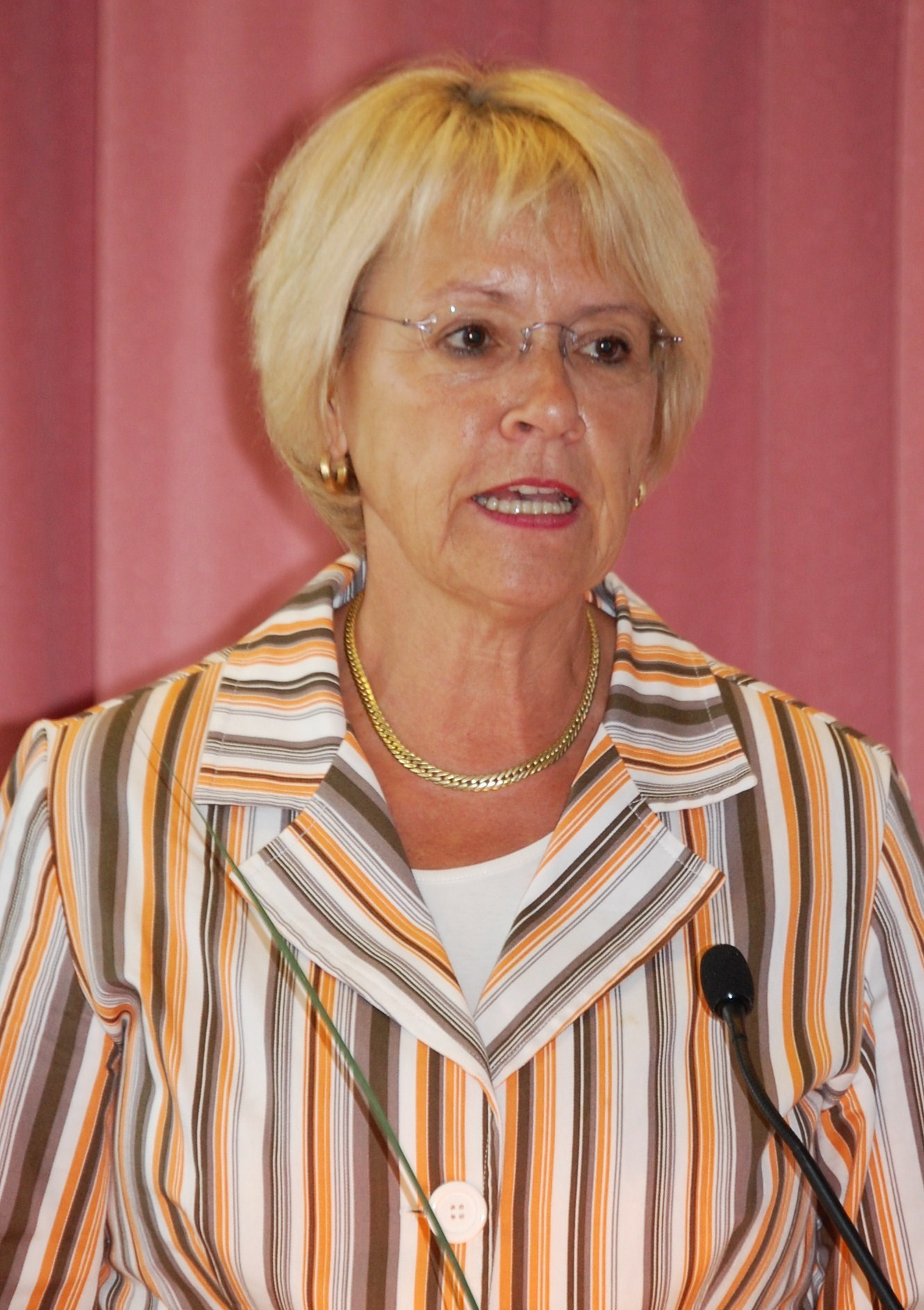
Susanne Kastner
(im Juni 2009 in Bad Kissingen)

Susanne Kastner, geb. Baumgärtel, (* 11. Dezember 1946 in Karlstadt) ist eine deutsche Politikerin (SPD). Sie war von 2002 bis 2009 Vizepräsidentin des Deutschen Bundestages.

## Leben und Beruf
Nach der mittleren Reife besuchte Susanne Kastner eine Fachakademie, auf der sie zur Erzieherin ausgebildet wurde. Danach absolvierte sie auf dem Zweiten Bildungsweg ein Studium an der Religionspädagogischen Hochschule in Nürnberg für das Lehramt als Religionslehrerin an Grund- und Hauptschulen. Bis 1989 war sie als Religionslehrerin tätig (u. a. in Pfaffendorf).
Susanne Kastner ist evangelisch, verheiratet und Mutter dreier Kinder.

## Partei
Seit dem Jahr 1972 ist sie Mitglied der SPD. Seit 1992 ist sie Mitglied im SPD-Landesvorstand in Bayern und seit 1998 auch im Präsidium der bayerischen Sozialdemokraten. Außerdem gehörte sie in den Jahren 2004 bis 2009 dem SPD-Bundesvorstand an. Sie zählt zur Leitung des Seeheimer Kreises in der SPD.

## Abgeordnete
Am 22. Mai 1989 war sie als Nachrückerin für die ausgeschiedene Abgeordnete Anke Martiny-Glotz in den Deutschen Bundestag eingezogen. Von 1989 bis 1998 war sie hier tourismuspolitische Sprecherin und in den Jahren 1998 bis 2002 Parlamentarische Geschäftsführerin der SPD-Bundestagsfraktion. Sie war Vorsitzende der Deutsch-Rumänischen Parlamentariergruppe.
Vom 17. Oktober 2002 bis zum 22. Oktober 2009 war sie Vizepräsidentin des Deutschen Bundestages. Die Abstimmung in der SPD-Fraktion über eine erneute Nominierung 2009 verlor sie gegen Wolfgang Thierse mit 84 zu 44 Stimmen. Nach 2002 war sie Vorsitzende der Kommission des Ältestenrates des Bundestages für den Einsatz neuer Informations- und Kommunikationstechniken und -medien.
Susanne Kastner ist stets über die Landesliste Bayern in den Bundestag eingezogen. Ihr Wahlkreis war Bad Kissingen. Für die Bundestagswahl 2013 hat sie nicht wieder kandidiert.

## Mitgliedschaften
Kastner ist Mitglied der Europa-Union Parlamentariergruppe Deutscher Bundestag.

## Ehrungen
- Bundesverdienstkreuz am Bande (2001)
- Ehrendoktorwürde der Universitatea Aurel Vlaicu in Arad, Rumänien
- Bundesverdienstkreuz I. Klasse (2008)
- Bayerischer Verdienstorden (1999)
- Ehrenbürgerin der Städte Lipova und Hermannstadt, Rumänien
- Bayerische Verfassungsmedaille in Silber (2010)
- Bayerischer Verdienstorden (2011)